# Ernesto Winter Blanco (escultura)
L'escultura urbana coneguda pel nom Ernesto Winter Blanco, ubicada als jardins de la Fundació Docent de Miners Asturians (avinguda Pando), a la ciutat d'Oviedo, Principat d'Astúries, Espanya, és una de les més d'un centenar que adornen els carrers de l'esmentada ciutat espanyola.
El paisatge urbà d'aquesta ciutat, es veu adornat per obres escultòriques, generalment monuments commemoratius dedicats a personatges d'especial rellevància en un primer moment, i més purament artístiques des de finals del segle xx.
L'escultura, feta en fusta, ja que es tracta d'una talla realitzada en el tronc d'un arbre moribund, és obra de Pau Maojo, i està datada en 1990.
Ernesto Winter Blanco va néixer a Gijón, estant la data del seu naixement segons autors, entre 1872 /  73, i va morir a Oviedo el 6 de novembre de 1936. Va ser un pedagog, humanista, enginyer de mines i assagista  espanyol, que va realitzar una important tasca a Astúries en impulsar el desenvolupament del conegut popularment com orfenat Miner, del qual va ser primer director. Va ser afusellat el 1936, quan acollia més de 500 nens.
L'obra escultòrica consisteix en una talla realitzada en el tronc d'un arbre sense vida, donant una profunda expressivitat en tots els trets tallats, simbolitzant l'existència de la vida, l'esperança, l'impuls a l'acció fins i tot en la matèria que sembla més inert, com ara un tronc moribund. La talla presenta la signatura de l'autor.